# Вокзальная улица (Горелово)
Вокза́льная улица — улица в Красносельском районе Санкт-Петербурга на территории посёлка Горелово. Соединяет Коллективную и Колхозную улицы. Протяжённость — 290 м.

## География
Улица проложена в направлении с юга на север (по нумерации домов).
Ширина улицы 3 метра или 2 полосы движения.

## Транспорт
- Ж/д платформа Горелово (200 м)

Остановка Аннинское шоссе:
- Автобусы: 20, 81, 145, 145Б, 145Э, 147, 165, 181, 245, 442, 458, 458Б, 481, 482, 482В, 484, 487, 546, 632А, 636, 639А
- Маршрутные такси: 105А, 631, 650В

## Примыкает
С юга на север:
- Коллективная улица
- Колхозная улица

## Пересекает
- Аннинское шоссе